# Beyza Arıcı
Beyza Arıcı, född 17 juli 1995 är en volleybollspelare (center) från Turkiet.
Arıcı spelade som junior för Işıkkent och VakıfBank SK. Hennes första seniorlag var Seramiksan som hon spelade med 2013-2014 i Voleybol 2. Ligi (näst högsta serien, numera kallad Voleybol 1. Ligi). Följande säsong gick hon över till Sarıyer BSK i Voleybol 1. Ligi (högsta serien, numera kallad Sultanlar Ligi). Även med dem spelade hon en säsong innan hon gick över till İdmanocağı SK, även de i Voleybol 1. Ligi. Därefter följde en säsong med Çanakkale BSK, innan hon började spela med Eczacıbaşı SK, som hon spelat med sedan 2017. Med  Eczacıbaşı har hon vunnit CEV Cup 2017–2018  och turkiska cupen 2018-2019, 
Hon var med i laget som tog guld vid U23-VM 2017 och debuterade samma år  i seniorlandslaget.